# 20065 Kminek
20065 Kminek este o planetă minoră (asteroid) din centura de asteroizi. A fost descoperită pe 15 septembrie 1993 la Observatorul La Silla de Eric Walter Elst. 
Obiectul prezintă o orbită caracterizată de o semiaxă mare de 2,1845698 UAi, o excentricitate de 0,01, o înclinație de 2,1499 ° în raport cu ecliptica.